# Monogalaktozildiacilglicerol sintaza
Monogalaktozildiacilglicerol sintaza (EC 2.4.1.46, uridin difosfogalaktoza-1,2-diacilglicerol galaktoziltransferaza, UDP-galaktoza:diacilglicerol galaktoziltransferaza, MGDG sintaza, UDP galaktoza-1,2-diacilglicerol galaktoziltransferaza, UDP-galaktoza-diacilglicerid galaktoziltransferaza, UDP-galaktoza:1,2-diacilglicerol 3-beta--galaktoziltransferaza, 1beta-MGDG, 1,2-diacilglicerol 3-beta-galaktoziltransferaza, UDP-galaktoza:1,2-diacil--glicerol 3-beta--galaktoziltransferaza) je enzim sa sistematskim imenom UDP-alfa--galaktoza:1,2-diacil--glicerol 3-beta--galaktoziltransferaza. Ovaj enzim katalizuje sledeću hemijsku reakciju
UDP-alfa--galaktoza + 1,2-diacil--glicerol {\displaystyle \rightleftharpoons } UDP + 3-beta--galaktozil-1,2-diacil--glicerol
Ovaj enzim dodaje samo jednu galaktozilnu grupu na diacilglicerol.

## Literatura
- Nicholas C. Price; Lewis Stevens (1999). Fundamentals of Enzymology: The Cell and Molecular Biology of Catalytic Proteins (Third изд.). USA: Oxford University Press. ISBN 019850229X.
- Eric J. Toone (2006). Advances in Enzymology and Related Areas of Molecular Biology, Protein Evolution (Volume 75 изд.). Wiley-Interscience. ISBN 0471205036.
- Branden C; Tooze J. Introduction to Protein Structure. New York, NY: Garland Publishing. ISBN 0-8153-2305-0.
- Irwin H. Segel. Enzyme Kinetics: Behavior and Analysis of Rapid Equilibrium and Steady-State Enzyme Systems (Book 44 изд.). Wiley Classics Library. ISBN 0471303097.
- William P. Jencks (1987). Catalysis in Chemistry and Enzymology. Dover Publications. ISBN 0486654605.

## Spoljašnje veze
- Monogalactosyldiacylglycerol+synthase на 